# Mexické fakulty
Mexické fakulty je obecné označení pro soubor dispensí, které papež může na přechodnou dobu udělit do rukou biskupů. Jedná se o situace, kdy církev v dané oblasti trpí pronásledováním a dodržování běžných postupů v ilegalitě by ohrožovalo životy a funkčnost církevních struktur. Fakulty umožňují kněžím a biskupům provádět samostatně úkony, které by jinak podle kodexu podléhaly schválení jejich nadřízených.

## Mexiko
Název je odvozen z prvních fakult, které papež Pius XI. udělil katolické církvi v Mexiku v první polovině 20. století během občanské války.

## Československo
Protože se v Československu očekával vývoj podobný ostatním zemím ve východním bloku s možností likvidací církevní hierarchie a otevřené pronásledování křesťanů, udělil papež Pius XII. mexické fakulty. Nejčastěji historikové opakují to, že mexické fakulty do Československa přivezl biskup Štěpán Trochta, který byl v listopadu 1948 v Římě podat zprávu o stavu své diecéze. Pravděpodobnější verze je, že litoměřický biskup Štěpán Trochta vyjednáváním přispěl k tomu, aby nunciatura v Praze a její tajemník de Liva mohl předat biskupům před svým odchodem z Československa souhlas Vatikánu s udělením fakult.
Jedná se o úlevy:
- organizační (tajné studium a svěcení kněží, svěcení biskupů bez předchozího souhlasu papeže)
- liturgické (vysluhování svátostí – sloužení mší mimo kostel, zjednodušení křtů, svateb)
- disciplinární

Biskupové v Československu tak mohli začít přípravy pro přechod do poloilegality (přenesení pravomocí na existující klérus) nebo ilegality (vznik tajného kléru a církevních struktur). Vzniklá tajná církevní struktura se dnes obecně nazývá Skrytá církev nebo také Podzemní církev.
Mezi první vlnou tajně (tj. neveřejně a bez nutného státního souhlasu) vysvěcených biskupů v letech 1949-1950 byli František Tomášek pro olomouckou diecézi (světitel Josef Matocha), Karel Otčenášek pro královéhradeckou diecézi (světitel Mořic Pícha), Ladislav Hlad pro pražskou diecézi (světitel Štěpán Trochta)
V roce 1951 vydal papež Pius XII. dekret, který nutně vyžaduje pro svěcení biskupa ex ante případně ex post souhlas papeže, jako reakci na schizma v Číně – částí loajální ke komunistickému režimu a částí opoziční. Obecně se bez přímé znalosti dokumentů předpokládá, že fakulty umožňovaly vysvětit k aktivnímu biskupovi jednoho biskupa do zálohy.
Komunistický režim použil písemné kopie Mexických fakult jako corpus delicti proti církvi ve vykonstruovaných procesech. Mělo se jednat o „tajné instrukce Vatikánu k rozvracení lidově demokratického zřízení“. Poprvé se obvinění použití tajných fakult objevilo v žalobě v procesu Zela a spol. v roce 1950.
V roce 1970 předal litoměřický biskup Štěpán Trochta provinciálovi dominikánů Ambroži Svatošovi fakulty zjednodušující v totalitě chod řádu, zejména noviciát.
Po roce 1989, kdy došlo k ukončení pronásledování církve, vznikly v oficiální hierarchii rozpory nad přijetím některých tajných kněží a biskupů do církevních struktur. V roce 1992 vydala Kongregace pro nauku víry dne 5. února Normu (Normae), která podmínila činnost kněží podmínečným svěcením „sub conditione“. Nové svěcení, které měli tajně svěcení kněží přijmout, mělo vyvrátit pochybnosti o jeho dřívější platnosti. Toto bylo kritizováno jako neopodstatněné, teologicky nezvyklé (svěcení je buď platné nebo neplatné) a zpochybňující jejich činnost v totalitě, proto jej část podzemní církve odmítla.